# Mała Lady Punk
Mała Lady Punk – pierwszy singel zespołu Lady Pank. Utwór został dodany jako bonus na debiutancki album grupy, czyli Lady Pank.
Utwór został nagrany w grudniu 1981, w czasie sesji nagraniowej albumu Układy Izabeli Trojanowskiej w krakowskim Teatrze STU. Charakteryzował się łagodnym brzmieniem gitar i melodyjnością. Utrzymany został w stylu rockowym, jednak zwrotki zawierały także brzmienia reggae. 
Utwór skomponował Borysewicz, który wstęp do piosenki napisał podczas oglądania ekranizacji powieści Emila Zoli Nana.  Tekst napisał Andrzej Mogielnicki, który opisał w utworze zjawisko groupies.
Od zniekształconej pisowni tytułu piosenki zespół wziął swoją nazwę. Utwór ten znalazł się na stronie B singla, a na stronie A znalazła się kompozycja „Minus 10 w Rio”. Utwory z tego singla znalazły się na płytach zespołu dopiero jako bonusy. Na różnych wydawnictwach kompilacyjnych tytuł pierwszego nagrania zespołu jest zapisywany błędnie jako „Mała Lady Pank”.
Utwór zaśpiewał Jan Borysewicz.

## Skład zespołu
„Mała Lady Punk”:
- Jan Borysewicz – gitara solowa, śpiew
- Wojciech Bruślik – bas
- Andrzej Dylewski – perkusja

„Minus 10 w Rio”:
- Jan Borysewicz – gitara solowa, śpiew (zwrotki)
- Janusz Panasewicz – śpiew (refren)
- Edmund Stasiak – gitara
- Paweł „Kawka” Mielczarek – bas
- Andrzej Polak – perkusja